# Драгутин Тадијановић
Драгутин Тадијановић (Растушје, код Славонског Брода, 4. новембар 1905 — Загреб, 27. јун 2007) био је хрватски песник.

## Детињство, младост и образовање
Драгутин Тадијановић рођен је 4. јуна 1905. године у Растушју, код Славонског Брода, као најстарији син земљорадника Мирка Тадијановића и Манде рођ. Кегљен. Већ као гимназијалац пише успеле песме. Тада је започео и дописивање са, такође будућим великим песником, Николом Шопом, учеником петог разреда бањалучке гимназије. Године 1922, у средњошколском загребачком листу „Омладина“, објављено му је дело „Тужна јесен“, на стихове Бранка Радичевића, а под псеудонимом Марган Тадеон. Завршио је на Филозофском факултету у Загребу југославистику и филозофију.

## Каријера
Прпоутовао је многe земље света као хорски певач са хором „Младост-Балкан“. То му помаже да упозна многа песничка кретањa у Еврoпи и свету. Преводио је Незвала („Акробат“), Гетеа, Хелдерлина, Новалиса, Хајнеа и др., а уредио је велик број издања изабраних дела хрватских писаца. Радио је као коректор службеног листа „Народне новине“ (1935—1940), хонорарни наставник на Академији ликовних умјетности у Загребу (1939—1945), уредник у библиотеци „Дјела хрватских писаца“, у Издавачком предузећу „Зора“, и „Хрватски пјесници“, у „Матици Хрватској“, био је директор Института за књижевност ЈАЗУ-а (до 1973), као просветни виши саветник у Бановини Хрватској, у „Друштву књижевника Хрватске“ којег је и био председник (1964—1965).

## Најзначајнија дела
Прву збирку песама - „Лирика“, објавио је у Загребу 1931. Његова друга збирка песама, „Сунце над ораницама“ из 1933, била је забрањена. Дописивао се са Иваном Гораном Ковачићем, чија је дела преуређивао у Накладном заводу Хрватске.
Остала значајна дела су: „Пепео срца“ (1936), „Дани дјетињства“ (1937), „Туга земље“ (1942), „Пјесме“ (1951), „Благдан жетве“ (1956), „Гост у Вучедолу“ (1957), „Сребрне свирале“ (1960), „Прстен“ (1963), „Вечер над градом“ (1966), „Поезија“ (1973), „Везан за земљу“ (1974), „Сабране пјесме“ (1975), „Сам“ (1976), „Пријатељство ријечи“ (1981), „Свјетиљка љубави“ (1984), „Моје дјетињство“ (1985), „Крух свагдањи“ (1987), „Море у мени“ (1987) и још многа друга.
До последњег дана живота неуморно је стварао, а и био је необично активан за своје године. Несебично се одазивао позивима школа и културно-уметничких друштава где је радо рецитовао и читао своје песме.

## Поезија
Поезија Драгутина Тадијановића носи у себи исповедни карактер. Реч се не одриче смисла. Сам се назвао „пјесником срца“. Али он није сентименталан. Тадијановић је песник непосредан и потпун.
Најпознатија збирка песама су „Сребрне свирале“.

## Награде и признања
Добитник је бројних награда као што су: Орден рада са златним венцем, Змајева награда Матице српске у Новом Саду за књигу „Прстен“ (1964), Повеља Пододбора Матице хрватске као знак признања за топлу љубав према завичају (1965) у Славонском Броду, бронзана медаља вајара Жељка Јанеша (1966), Награда Владимира Назора за животно дело (1968), плакета „Марко Марулић“ (1972) у Жмињу, Орден заслуга за народ са златном звездом (1976) у Паризу, Плакета града Загреба и др. Многе су му песме преведене на двадесетак језика.